# Wildberg (Temnitztal)
Wildberg ist ein Ortsteil der Gemeinde Temnitztal im Landkreis Ostprignitz-Ruppin in Brandenburg.

## Geografie
Der Ort liegt im nordwestlichen Bereich der Gemeinde an der Bundesstraße 167. Am östlichen Ortsrand fließt die Temnitz, ein Nebenfluss des Rhins, südlich verläuft die Landesstraße 166.

## Geschichte
Wildberg wurde 1335 erstmals urkundlich erwähnt. Zuvor gab es hier eine slawische Siedlung, von der die bewaldeten hügeligen Reste einer slawischen Burg aus dem 10./13. Jahrhundert stammen. Eroberer waren wahrscheinlich die Grafen von Arnstein, die die Burg um 1214 als Ausgangsbasis für ihre Raubzüge nutzten. 1319, mit der Übernahme der Herrschaft Wusterhausen durch die Grafen von Lindow-Ruppin, verlor die Burg ihre Bedeutung. Wildberg gehörte fortan zur Herrschaft Ruppin. 1491 scheinen die Herren von Zieten in den Besitz von Wildberg gekommen zu sein. Hans von Zieten auf Wildberg wird als Rat des letzten Grafen von Lindow-Ruppin genannt. Die Gräfin Anna Jakobine Stollberg-Wernigerode wohnte bis 1526 hier, die Burg war danach verfallen. Die Burg Wildberg ist nicht erhalten, und nur noch die Reste der Wallanlage und der trockenen Burggraben sind vorhanden.
Im Mittelalter war Wildberg ein kleines Städtchen an der Handelsstraße von Berlin nach Hamburg. Während des Dreißigjährigen Krieges wurde 1638 Wildberg durch den kaiserlichen General Matthias Gallas zerstört, wobei der städtebauliche Grundriss erhalten blieb, nicht aber das Stadtrecht.
Mit Hans (der Junge) von Zieten bildet die grundbesitzende Familie eine eigene Familienlinie Wildberg heraus. Einige Generationen danach sind der Major Ernst von Zieten (1793–1841), liiert mit Auguste von Sanden, dann deren Sohn Hans von Zieten (1824–1870) sowie dessen Neffe Ernst von Zieten die Gutsherren in Wildberg. Letztgenannter begann seine Laufbahn auf der Ritterakademie am Dom zu Brandenburg, wie viele Verwandte, und wurde später Generalmajor. Seine Ehefrau Helene Freiin von Wrangel lebte bis 1969 in Berlin-Grünau, die Tochter Anni von Zieten-Wildberg bis zuletzt 1989 in Potsdam. Sie begann als Sekretärin beim Deutschen Herrenklub in Berlin, war Sozialpädagogin und wurde Produktionsleiterin bei der DEFA. Die Zieten-Rittergüter Wildberg mit Gut Lögow I waren zuletzt im Eigentum des Bruders von Anni, Hans Joachim von Zieten-Wildberg (1909–1943), gefallen als Hauptmann. Das Gut leitete dann bis zur Bodenreform dessen Witwe Renate, geborene Freiin von Fritsch (1912–2000), vormals die Mutter Leni von Zieten.
Ende der 1920er Jahre bestand Wildberg aus den Rittergütern I und II, 205 ha, verpachtet an Georg Schröder. Des Weiteren gab es Rittergut III des Bruno Helse mit 164 ha sowie das 35 ha Gut des E. Fischer und das 23 ha Gut des H. Rosentreter.  Bis 1945 war mit einem Gut das Adelsgeschlecht von Zieten hier ansässig, deren Familiengruft sich in der evangelischen Kirche Sankt Nicolaus befindet. Das Gut ist danach verfallen.

### Der Flugzeugabsturz 1933
Im Jahre 1933 kam es zu einem folgenschweren Flugzeugabsturz in Wildberg. Bei einem Fliegerwettbewerb am 26. August 1933 stürzte der Sportflieger Leutnant zur See Reinhold Poss gemeinsam mit seinem Beobachter und Kopiloten Paul Weirich ab.
Ihr Flugzeug berührten beim Tiefflug mit dem linken Tragflügel die Spitze des 61 Meter hohen Kirchturms der Dorfkirche St. Nikolai. Beide Piloten starben beim Absturz. Mit einer Trauerfeier der Gemeinde in der Dorfkirche gedachte man der toten Piloten. Die Kosten für die Reparatur des Kirchturmspitze übernahm zur damaligen Zeit die Lufthansa.

### Eingemeindungen
Am 30. Dezember 1997 wurde aus dem freiwilligen Zusammenschluss der bis dahin selbständigen Gemeinden Kerzlin, Küdow-Lüchfeld, Rohrlack, Vichel und Wildberg die Gemeinde Temnitztal gebildet. Seither ist Wildberg ein Ortsteil der Gemeinde Temnitztal.

## Sehenswürdigkeiten, Denkmale
- In der Liste der Baudenkmale in Temnitztal sind für Wildberg drei Baudenkmale aufgeführt.
  - Evangelische St.-Nikolai-Kirche mit der Familiengruft des Adelsgeschlechts von Zieten
- In der Liste der Bodendenkmale in Temnitztal sind für Wildberg zehn Positionen aufgeführt.
  - Reste der Wallanlage mit dem trockenen Graben der früheren Burg Wildberg (südlich der Hauptstraße (B167) bei der Bahnanlage)
- Das Kaiser-Wilhelm-Denkmal in der Ortsmitte wurde am Ende des Zweiten Weltkrieges entfernt (vergraben). Hier befindet sich eine Feldsteinmauer als Rest der Gedenkstätte von 1976 für den Ruppiner Landarbeiterstreik 1922.

## Persönlichkeiten
Personen, die mit dem Ort in Verbindung stehen
- Roland Kutzki (* 1942), Architekt und Städtebauer, wuchs von 1945 bis 1948 in Wildberg auf